# Guy-Claude François
Pour les articles homonymes, voir François (patronyme).
Guy-Claude François, né à Berck le 9 novembre 1940 et mort le 4 février 2014, est un scénographe et chef décorateur français. Il était en particulier pendant plus de 40 ans le scénographe du Théâtre du Soleil. Au cinéma, il avait collaboré notamment avec Bertrand Tavernier.

## Biographie
Il étudie à l’École du Louvre et à l’École nationale supérieure des arts et techniques du théâtre (E.N.S.A.T.T.). Il travaille ensuite pour l'atelier des décors de l'Opéra de Paris, et est directeur de scène du théâtre Récamier. Il rencontre Ariane Mnouchkine en 1968, qui l'intègre à la troupe du Théâtre du Soleil, et il conçoit les décors pour son film Molière. Par la suite il travaille pour le cinéma, en particulier avec Bertrand Tavernier. Il avait aussi contribué à la cérémonie d'ouverture des Jeux Olympiques d'Albertville en 1992. Son travail est récompensé par un César des meilleurs décors et plusieurs Molière du décorateur scénographe. Il meurt d'un cancer en février 2014.

## Théâtre
- 1975 : L’Age d’or[3]
- 1979 : Méphisto, le roman d’une carrière
- 1981 : Richard II, La Nuit des rois, Henry IV
- 1985 : L’Histoire terrible mais inachevée de Norodom Sihanouk, roi du Cambodge
- 1987 : L’Indiade ou l’Inde de leurs rêves
- 1994 : La Ville parjure ou le Réveil des Érinyes
- 1997 : Et soudain, des nuits d'éveil, mise en scène d'Ariane Mnouchkine (Théâtre du Soleil)
- 1999 : Mon père avait raison de Sacha Guitry

## Filmographie
- 1978 : Molière d'Ariane Mnouchkine
- 1981 : Les fourberies de Scapin de Roger Coggio
- 1982 : Le Bourgeois gentilhomme de Roger Coggio
- 1987 : La Passion Béatrice de Bertrand Tavernier
- 1987 : Le Journal d'un fou de Roger Coggio
- 1988 : Mangeclous de Moshé Mizrahi
- 1989 : La nuit miraculeuse d'Ariane Mnouchkine (téléfilm)
- 1989 : La Vie et rien d'autre de Bertrand Tavernier
- 1990 : Henry & June de Philip Kaufman
- 1992 : L.627 de Bertrand Tavernier
- 1992 : La crise de Coline Serreau
- 1995 : Jefferson à Paris de James Ivory
- 1996 : La belle verte de Coline Serreau
- 1996 : Capitaine Conan de Bertrand Tavernier
- 2000 : Capitaines d'avril de Maria de Medeiros
- 2001 : Le Pacte des loups de Christophe Gans
- 2003 : Tambours sur la digue d'Ariane Mnouchkine (téléfilm)
- 2005 : L'empire des loups de Chris Nahon
- 2005 : Travaux, on sait quand ça commence... de Brigitte Roüan
- 2006 : Fantasma de Lisandro Alonso
- 2011 : La Princesse de Montpensier de Bertrand Tavernier

## Nominations et récompenses
- 1979 : César des meilleurs décors pour Molière d'Ariane Mnouchkine.
- Nommé à quatre autres reprises, pour La Passion Béatrice, Capitaine Conan, Le Pacte des loups et La Princesse de Montpensier.
- 1996 : Mention spéciale au Festival international du film de Saint-Sébastien pour Capitaine Conan
- 1997 : Molière du décorateur scénographe pour Le Passe-muraille
- 2000 : Molière du décorateur scénographe pour Tambours sur la digue